# Antropometrie

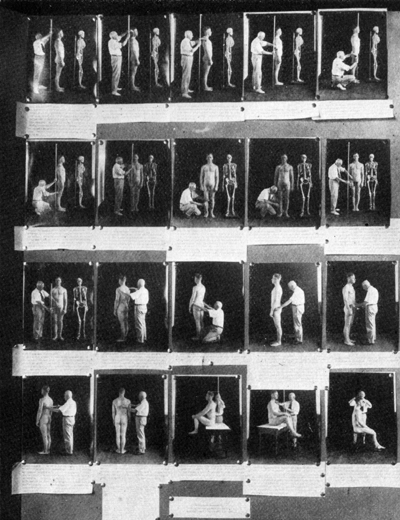
Anthropometrie demonstraties 1921

Antropometrie is toegepaste antropologie. Het woord betekent letterlijk "het meten van mensen" en houdt zich bezig met het vaststellen van afmetingen en verhoudingen van het menselijk lichaam. Antropometrie speelt een belangrijke rol in industrieel ontwerpen, ergonomie en architectuur, waar de statistische data over de verdeling van de lichaamsmaten gebruikt worden om een product, werkpost of ruimte te optimaliseren.

## Geschiedenis
Grondlegger van de antropometrie was de Belg Adolphe Quételet. Begin 19e eeuw analyseerde hij de lichaamsafmetingen van dienstplichtigen en stelde een Gaussische verdeling vast. De meeste mensen situeren zich rond een gemiddelde waarde van een lichaamsmaat waaromheen de anderen (groteren en kleineren) zich gelijkmatig spreiden. Quételet poneerde het begrip "de gemiddelde mens", die beantwoordt aan de gemiddelde kenmerken van een bevolking. Deze persoon bleek echter in realiteit niet te bestaan. Toch zou Quételet vooral bekendheid verwerven door zijn Queteletindex, die vandaag nog steeds populair is als de Body Mass Index. Op basis hiervan kan het gewicht van een persoon beoordeeld worden ten opzichte van zijn lichaamslengte in het kwadraat.
In 1883 werd antropometrie gebruikt door Alphonse Bertillon als een systeem om misdadigers te identificeren. Hij vond dat bepaalde fysieke eigenschappen en afmetingen van botten praktisch onveranderd blijven gedurende het volwassen leven. Door deze systematisch in kaart te brengen zou iedereen geïdentificeerd kunnen worden. Op basis van zijn theorie werden in de periode 1896 tot 1901 in de gestichten Veenhuizen en Ommerschans de signalementskaarten ingevoerd.
In de jaren veertig spitste William Sheldon zich toe op het bepalen van lichaamstypen of somatotypen. Hij onderscheidt het endo-, meso- en ectomorfe type, die respectievelijk staan voor de dikke, gespierde en slanke mens. De redenering was ook dat karakteristieken van het lichaam gekoppeld konden worden aan karakteristieken van de geest. Het stereotype van "gezellige dikkerd" stamt uit die periode. Men dacht ook criminaliteit te kunnen voorspellen op basis van het lichaamstype.

## Heden
Heden ten dage speelt antropometrie vooral een rol in industrieel ontwerpen, ergonomie en architectuur. Tijdens de industriële revolutie verdween immers de ambachtsman ten voordele van de massaproductie. De ontwerper maakt zijn product niet meer op maat van de individuele klant, maar ontwerpt voor de massa. Zo ontstond de noodzaak om inzicht te krijgen in de lichaamsmaten van een hele bevolking en de spreiding ervan. De gemiddelde mens volstond immers niet. Na de Tweede Wereldoorlog ontwikkelt ook de ergonomie zich als vakgebied. Om arbeidsposten te kunnen aanpassen aan de werkende mens, moeten ook ergonomen de afmetingen van het menselijk lichaam kennen.
Er bestaan daarom tabellen die een overzicht geven van de lichaamsmaten en hun spreiding. Voor de Belgische bevolking zijn deze gegevens verzameld in de DINBelg tabel, voor de Nederlanders in de DINED tabel. Levensstijl, voeding en etnische samenstelling van populaties hebben hun invloed op deze distributies. In de nieuwste methodes wordt het lichaam zelfs in 3D gescand, waaruit dan de lichaamsafmetingen kunnen bepaald worden.